# Alexander Mitscherlich (Chemiker)

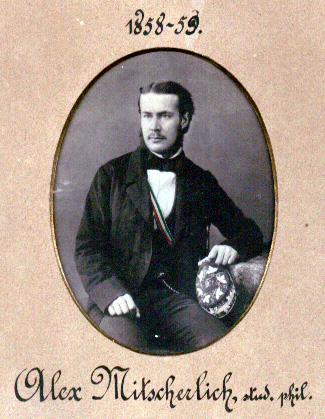
Alexander Mitscherlich 1858

Alexander Mitscherlich (* 28. Mai 1836 in Berlin; † 31. Mai 1918 in Oberstdorf) war ein deutscher Chemiker und Unternehmer. Er gilt als einer der Erfinder des Sulfitverfahrens, das eine bessere und billigere Produktion von Zellstoff aus Holz ermöglichte.

## Leben

### Ausbildung

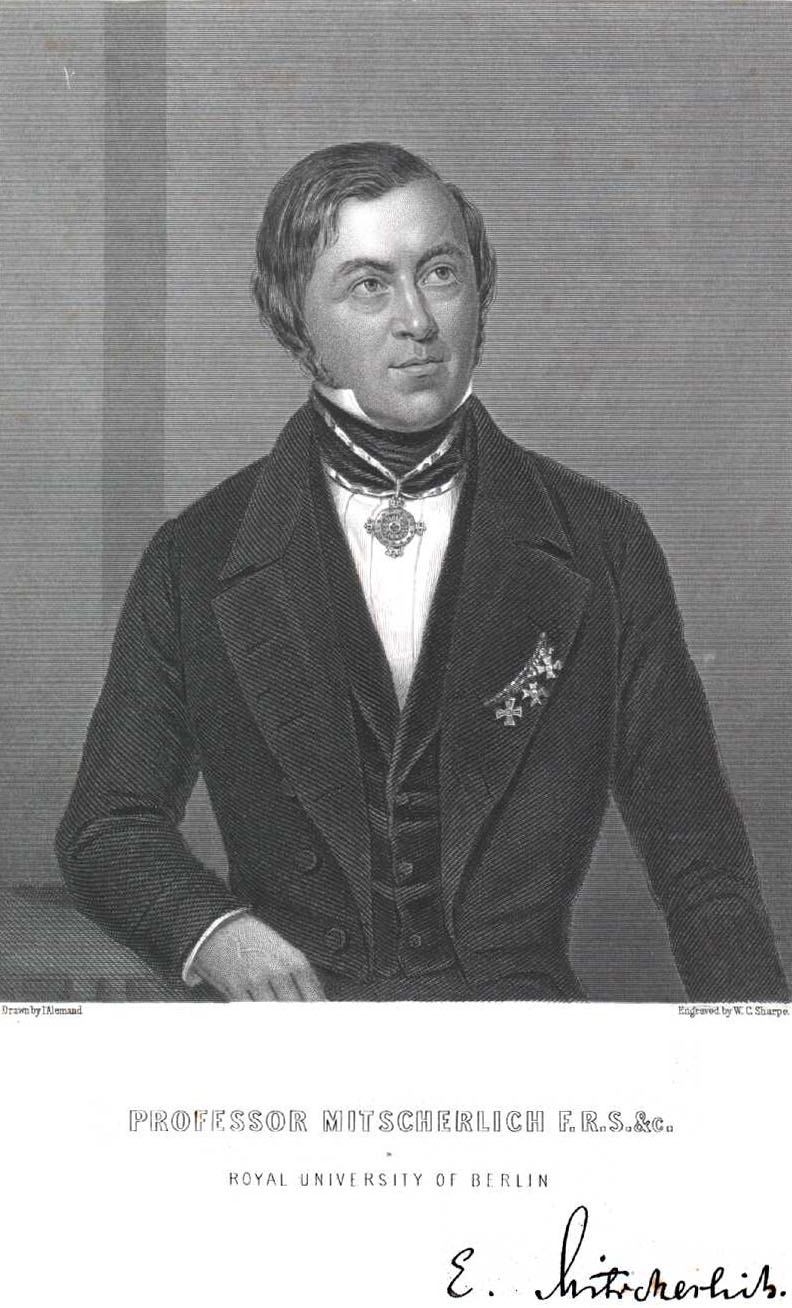
Eilhard Mitscherlich, Alexanders Vater

Alexander Mitscherlich wurde 1836 als jüngstes Kind des damals berühmten Chemikers Eilhard Mitscherlich in Berlin geboren. In seinem Geburtshaus in der Dorotheenstraße verkehrten namhafte Wissenschaftler wie Alexander von Humboldt, der sogar Alexanders Taufpate wurde. Dieser zeigte bereits in der Schulzeit am Friedrich-Wilhelms-Gymnasium und am Köllnischen Realgymnasium Interesse an der Chemie und experimentierte im Labor seines Vaters. In der Jugendzeit unternahm er erste Reisen ins Ausland, etwa nach Paris.
Zum Wintersemester 1857/1858 begann Mitscherlich ein Studium, zunächst an der Universität Göttingen, wo er ein Jahr später der Burschenschaft Hannovera beitrat. Weil sein Vater nicht wollte, dass er von anderen Chemikern beeinflusst wurde, studierte er in Göttingen Medizin und kehrte nach dem Semester auf Betreiben seines Vaters nach Berlin zurück. An der Friedrich-Wilhelms-Universität studierte er vor allem Chemie bei Eilhard Mitscherlich, hörte aber auch Vorlesungen bei Professoren wie Gustav Rose (Mineralogie), Ernst Eduard Kummer (Mathematik), Heinrich Wilhelm Dove und Heinrich Gustav Magnus (Physik). 1861 schloss er sein Studium mit einer Promotion über die Minerale Alaunstein und Loewigit ab.
1862 wurde er Assistent des Chemikers Friedrich Wöhler in Göttingen, bevor er sich einige Zeit in London und Cambridge aufhielt und in Paris Mitarbeiter von Adolphe Wurtz war. Als er erfuhr, dass sein Vater schwer erkrankt war, ging er im Frühjahr 1863 zurück nach Berlin und vertrat ihn in seinen Vorlesungen. Nach seiner Habilitation über Spektralanalyse und dem Tod des Vaters im August wurde Mitscherlich Privatdozent für Experimentalchemie an der Berliner Universität. 1867 gehörte er zu den Gründern der Deutschen Chemischen Gesellschaft.
1868 wurde er schließlich auf eine Professur für anorganische Wissenschaften an die neu gegründete Forstakademie in Hannoversch Münden berufen.

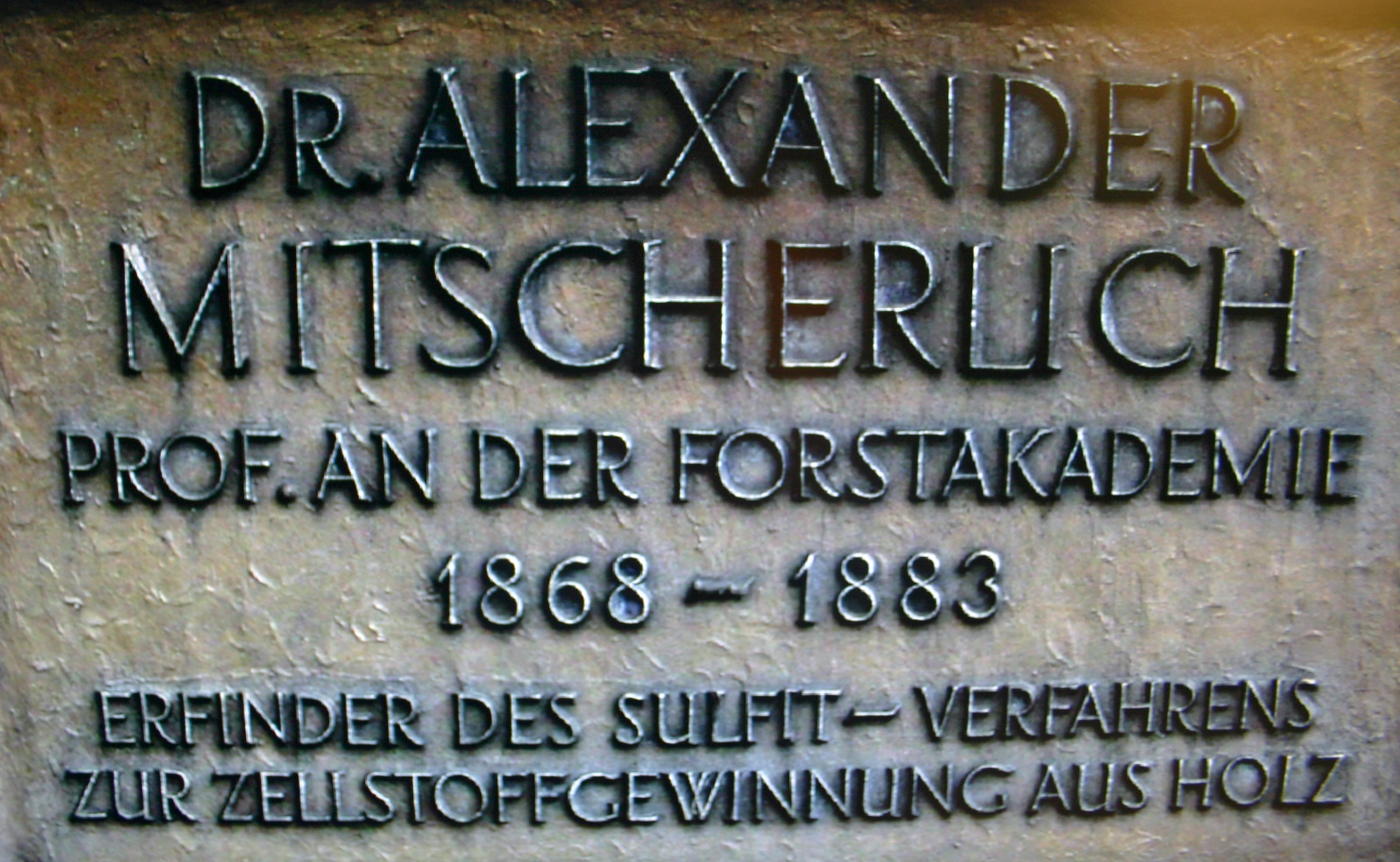
Gedenkplatte für Alexander Mitscherlich in Hann. Münden

In Münden hielt Mitscherlich Vorlesungen über Chemie, Physik und Geologie. Er hatte ein eigenes Labor und einen Assistenten und war mit seiner Stellung zunächst zufrieden. Als der Deutsch-Französische Krieg ausbrach, wurde Mitscherlich im August 1870 Soldat. Er kämpfte als Wachtmeister und Offizier bis zum März 1871 in verschiedenen französischen Dörfern. Auf der Rückreise lernte er Wilhelmine Höpker kennen, die er kurz darauf heiratete. Alexander Mitscherlich ist der Vater des Staatswissenschaftlers Waldemar Mitscherlich und Großvater des Psychoanalytikers Alexander Mitscherlich.

### Sulfitzellstoffverfahren
Schon bald darauf trat sein Bruder Oskar an ihn heran. Dieser plante, eine Zellstofffabrik aufzubauen. Holz zur Papierproduktion bearbeitete man bis dahin meist mit Natronlauge. So konnte man die Zellstofffasern, die für die Papierproduktion benötigt werden, von anderen im Holz vorhandenen Substanzen trennen. Mitscherlich, der das Verfahren sogleich in seinem Labor untersuchte, fand jedoch heraus, dass dabei die Pflanzenfasern beschädigt werden. Auf der Suche nach einem neuen Mittel, den Zellstoff zu extrahieren, stieß er schließlich auf doppeltschwefligsauren Kalk. Dieses Material schonte die Fasern und war einfacher zu beschaffen als Natron. Zusätzlich gewann er aus dem neuen Verfahren als Abfall Produkte, die er zum Gerben oder zur Verhinderung von Gär- und Fäulnisprozessen nutzen wollte.
1874 ließ Mitscherlichs Bruder die Erfindung in Luxemburg und England patentieren – ein deutsches Patentamt gab es damals noch nicht –, und schon bald darauf konnte Alexander das erste nach seinem neuen Verfahren hergestellte Papier in Empfang nehmen. Nun arbeitete der Forscher minutiös ein System aus, um das Sulfit-Zellstoffverfahren in größerem Maßstab nutzen zu können. Er fand billige und gangbare Wege, die schwefelhaltige Kochlauge zu erzeugen und die Zellstofffasern nach dem Kochen zu schonen. Diese Arbeitsschritte zur Zellstoffgewinnung wurden später Mitscherlichs eigentliches Kapital.
Schließlich war die Zeit reif für eine eigene Fabrik, die Mitscherlich seit 1877 in Hannoversch Münden aufbaute. Schon nach kurzer Zeit bekam er aber Schwierigkeiten. Das zuständige Ministerium für Landwirtschaft, Domänen und Forsten forderte ihn 1881 auf, die Fabrik zu verkaufen, da sich der Besitz einer Fabrik nicht mit Mitscherlichs Stellung als Professor vertrage und seine Fabrik außerdem Schäden am Bestand des anliegenden Waldes verursachte. Mitscherlich protestierte, woraufhin die Weisung zunächst auf unbestimmte Zeit ausgesetzt wurde. Nun bekam er aber Probleme mit Bernard Borggreve, dem neuen Direktor der Forstakademie, den er sich wohl auch durch verschiedentliche Provokationen zum Feind gemacht hatte. Borggreve wollte durch Invektiven beim Ministerium erreichen, dass Mitscherlich die Fabrik verkaufen oder die Forstakademie verlassen musste. 1883 gab Mitscherlich schließlich nach, verkaufte die Fabrik, gab auch seine Stellung an der Forstakademie auf und ging als Privatgelehrter nach Freiburg im Breisgau. Die von ihm gegründete Fabrik produzierte weiter erfolgreich Zellstoff und blieb noch bis 1951 in Betrieb.
Die neue Methode blieb in der Fachwelt nicht unbemerkt. Der Kauf des bis in die Details bereits entwickelten Verfahrens versprach hohe Gewinne. Schon 1879 hatte Mitscherlich sein neues Verfahren an einen Mitbewerber verkaufen können, Verträge mit weiteren Interessenten folgten. Die neue Methode breitete sich in Deutschland, Europa und kurz darauf auch in Nordamerika aus. Dort wurden im Jahr 1894 bereits etwa eine Million Zentner Zellstoff nach der Methode Mitscherlichs hergestellt.
1883 bekam Mitscherlich jedoch ernste Probleme: Nach einer Klage einiger Industrieller erklärte ein Gericht Teile seines Reichspatents 4179 für nichtig, weil man entdeckt hatte, dass der Amerikaner Benjamin Tilghman bereits 1866/67 ein Sulfitverfahren zur Bearbeitung von Zellstoff hatte patentieren lassen. Mitscherlich ging in die Berufung. Er bestand – nicht nur aus wirtschaftlichen Gründen – darauf, das Verfahren nicht nur unabhängig von Tilghman erfunden zu haben, sondern auch der erste gewesen zu sein, der es auf ein industriell verwertbares Gerüst gestellt hatte. Das Reichsgericht bestätigte jedoch 1884 die Entscheidung. Weitere Pioniere des Verfahrens waren Carl Daniel Ekman in Schweden und Karl Kellner.
Für den Forscher hatte das ernste Folgen. Die Käufer zweifelten die mit Mitscherlich geschlossenen Verträge an und hörten teilweise auf, die vereinbarten Summen zu zahlen, mit dem Argument, sie hätten für ein Patent bezahlt, das nicht mehr gültig sei. Mitscherlich ging gerichtlich dagegen vor. Er führte fast 30 Prozesse, bis er sich 1897 zumindest mit einem Teil der beteiligten Firmen auf einen Vergleich einigte. Um die entstandenen Verluste auszugleichen, gründete Mitscherlich 1893 in Hof an der Saale eine Fabrik, in der er vor allem Leim herstellte.
1890 ließ er in Freiburg-Wiehre eine repräsentative Villa in der Parkanlage am Sternwaldeck erbauen, die seit 1979 als Atelierhaus für bildende Künstler dient. Im Sommersemester 1892 wurde er Ehrenmitglied der Burschenschaft Franconia Freiburg. Die Stadt Hann. Münden hat 1936 die Straße, an der sein Labor stand, nach ihm benannt. 1968 musste sein ehemaliges Laborgebäude dem Grotefend-Gymnasium Münden weichen. 1980 wurde ein Gedenkstein aufgestellt.

## Varia
Im Jahre 1936 wurde anlässlich des einhundertsten Geburtstags von Alexander Mitscherlich von der Zellcheming die Alexander-Mitscherlich-Denkmünze gestiftet, um herausragende Leistungen auf dem Gebiet der Celluloseforschung auszuzeichnen. Der erste Preisträger war Walter Brecht, der langjährige Leiter des Darmstädter Institutes für Papierfabrikation.